# Asthena chrysidia
Asthena chrysidia är en fjärilsart som beskrevs av Butler 1881. Asthena chrysidia ingår i släktet Asthena och familjen mätare. Inga underarter finns listade i Catalogue of Life.